# Yūji Nomi
Yūji Nomi (野見 祐二, Nomi Yūji) (né le 19 juillet 1958 à Tokyo) est un compositeur japonais.

## Biographie
Yūji Nomi a réalisé les musiques des films Studio Ghibli Si tu tends l'oreille et Le Royaume des chats et aussi Totto-chan, la petite fille à la fenêtre (film). Son mentor est Ryūichi Sakamoto qu'il a aidé pour Le Dernier Empereur et Les Ailes d'Honnéamise.

## Principales compositions

### Cinéma
- 1986 : assistant de Ryūichi Sakamoto pour la bande originale du film Les Aventures de Chatran
- 1987 : assistant de Ryūichi Sakamoto pour la bande originale du film Les Ailes d'Honnéamise
- 1987 :  assistant de Ryūichi Sakamoto pour la bande originale du film Le Dernier Empereur
- 1995 : Si tu tends l'oreille
- 2001 : La Chasse à la baleine (court métrage du musée Ghibli)
- 2002 : La Grande Excursion de Koro (court métrage du musée Ghibli)
- 2002 : Le Royaume des chats
- 2020 : Omoi, Omoware, Furi, Furare (Love Me, Love Me Not), film d'animation
- 2023 : Totto-chan, la petite fille à la fenêtre (film), film d'animation

### Télévision
- 1995 : Hanayome wa 16-sai!
- 1996 : Doku, film en prises de vue réelles
- 1997 : DxD, film en prises de vue réelles
- 2001 : Uchu Michi éno Daikikou
- 2002 : Seizon Life
- 2002 : Hannari Kikutaro
- 2003 : Nankyoku Daikikou
- 2004 : Hannari Kikutaro 2
- 2004 : Phoenix
- 2007 : Bokurano
- 2011 : Nichijou
- 2012 : Say "I Love You."
- The Demon Sword Master of Excalibur Academy (TBA)

### Jeux vidéo
- 1993, avec deux autres compositeurs : Yumemi Mystery Mansion
- 1995 : Four-sight

## Source de la traduction
- (en) Cet article est partiellement ou en totalité issu de l’article de Wikipédia en anglais intitulé « Yuji Nomi » (voir la liste des auteurs).